# 新竹縣立竹東國民中學
新竹縣立竹東國民中學，簡稱竹東國中，於1946年4月創立，位於臺灣新竹縣竹東鎮公園路8號。創校時為初級學校，曾經過改制為高中，也曾分設多所分校、分班，最後經拆分獨立為現今的國民中學。

## 歷史
1945年中華民國政府接管臺灣後，竹東區民提議籌設中學，1946年4月5日於原日治時期的竹東小學校校址設校，訂校名為「新竹市立新竹初級中學竹東分校」，同年5月6日舉行開學典禮，由蘇瑞麟擔任分校主任。1948年獨立為「新竹市立竹東初級中學」，蘇瑞麟為首任校長。1950年10月，因行政區調整，校名改為「新竹縣立竹東初級中學」。
1951年3月，因校地不敷使用，將男學生遷到竹東鎮大林路二號的新校地，該地是日治時期的竹東神社所在地，而女學生留在原校地並成立女生分部。同年9月試辦高中，當時全校共13個班級，總共有650名學生。
1953年9月，正式設立高級部，校名改為「新竹縣立竹東中學」，同年十月成立北埔分部。1954年再增設橫山、二重兩分校，及尖石、五峰兩分班。1957年再增設華山分部及女生部（原竹東初中校址為女生部）。
1961年6月學校改制並拆分，原初級部和女生部獨立為「新竹縣立竹東初級中學」，並設址於最初的校地，也是此校現今的校地。位於大林路二號的校地切分給高級部，高級部改校名為「台灣省立竹東高級中學」。其餘各分校、各分部、各分班等都分別獨立為新竹縣橫山、華山、二重、五峰、尖石等初級中學。
1968年8月1日，因推行九年國民教育，校名改為現今的「新竹縣立竹東國民中學」。

## 校長

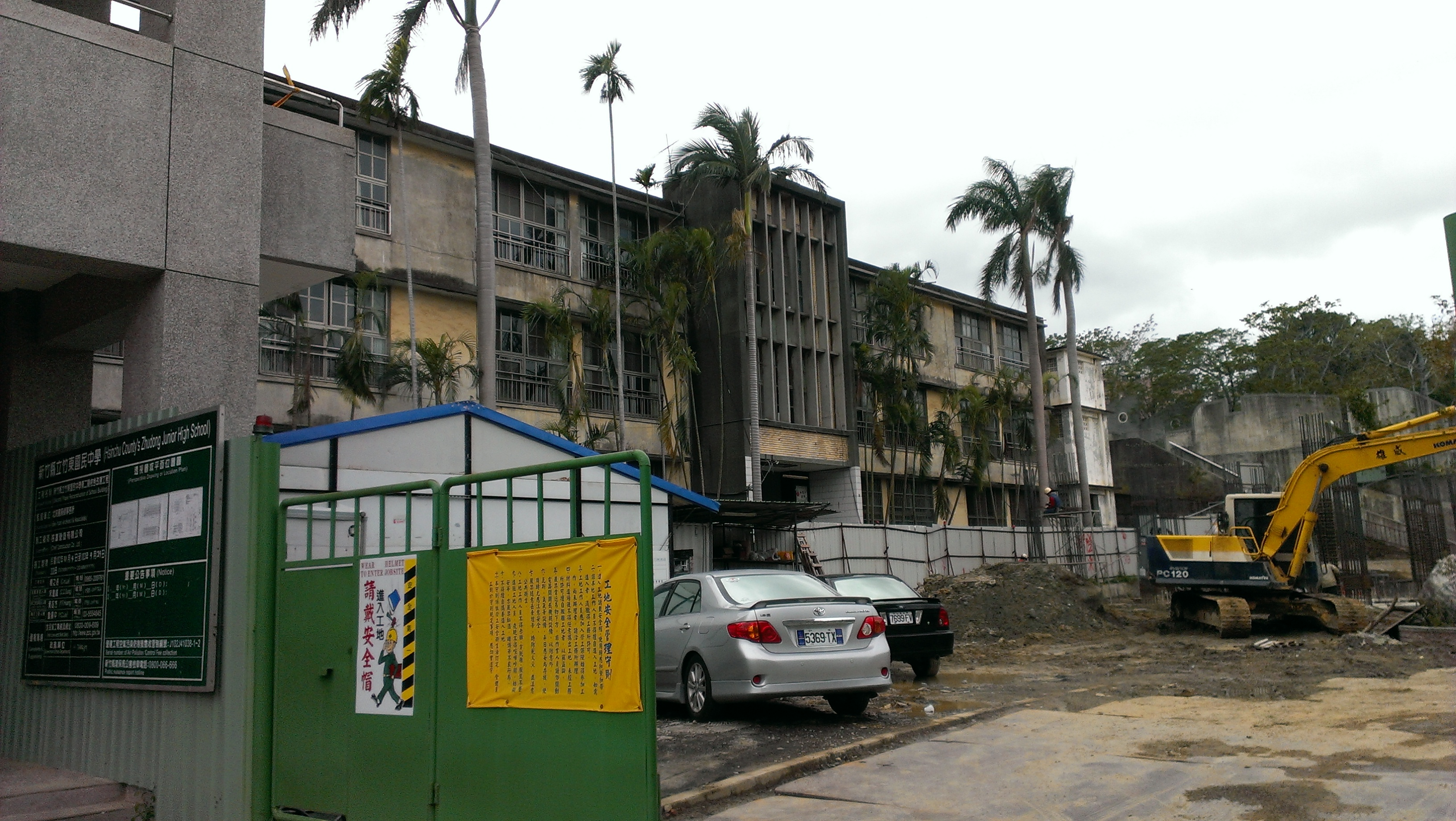
竹東國民中學舊教學大樓

- 第一任 蘇瑞麟， 1948年10月 - 1961年5月
- 代理任 陳昌瑞， 1961年6月 - 1961年10月
- 第二任 瞿惠生， 1961年11月 - 1968年7月
- 第三任 瞿惠生， 1968年8月 - 1976年7月
- 第四任 林瓊瑤， 1976年8月 - 1983年7月
- 第五任 鄧迅之， 1983年8月 - 1991年7月
- 第六任 鄒新榮， 1991年8月 - 1994年8月
- 第七任 謝南榮， 1994年9月 - 2001年7月
- 第八任 林峰洹， 2001年8月 - 2005年7月
- 第九任 莊錦堂， 2005年8月 - 2007年7月
- 第十任 陳雲月， 2007年8月 - 2014年1月
- 第十一任 彭蕾娜， 2014年2月 - 2015年8月
- 第十二任 徐華助， 2015年8月 - 2022年8月

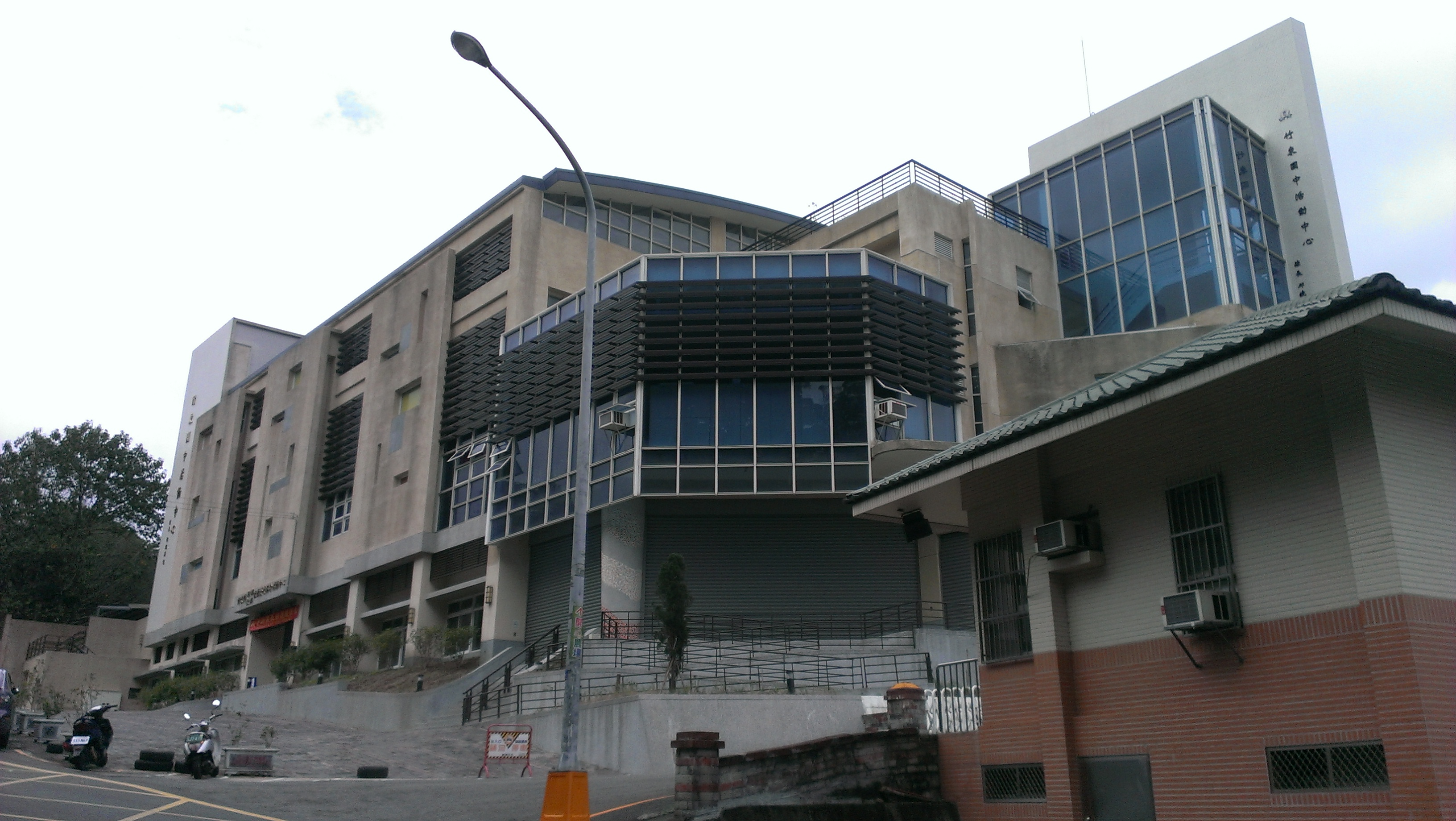
竹東國民中學活動中心

- 第十三任 廖雪華， 2023年9月-迄今

## 學區
雞林里、榮樂里、 中山、東華里、南華里、商華里、竹東里、大鄉里、上館里26至28鄰、仁愛里7至24鄰、忠孝里1至6鄰與14鄰、五豐里45至52鄰。學區劃分國小為中山國小、竹東國小、上館國小  、大同國小。

## 外部連結
- 新竹縣立竹東國民中學 （页面存档备份，存于）
- 新竹縣教育局